# Sándor Gujdár
Sándor Gujdár est un footballeur hongrois né le 8 novembre 1951 à Szentes. Il évoluait au poste de gardien de but.

## Biographie

### En club
Avec les clubs du Szegedi EOL et du Budapest Honvéd, Sándor Gujdár dispute 297 matchs en première division hongroise.
Il joue également six matchs en Coupe d'Europe des clubs champions, et 15 matchs en Coupe de l'UEFA. Il atteint les quarts de finale de la Coupe de l'UEFA en 1979 avec le Budapest Honvéd, en étant battu par le club allemand du MSV Duisbourg.
Sándor Gujdár remporte un titre de champion de Hongrie en 1980 avec le Budapest Honvéd.

### En équipe nationale
International hongrois, il reçoit 25 sélections en équipe de Hongrie entre 1976 et 1979.
Il joue son premier match en équipe nationale le 27 mars 1976 contre l'Argentine en amical (victoire 2-0 à Budapest).
Son dernier match en équipe nationale a lieu le 26 septembre 1979, contre l'Autriche, aussi en amical (défaite 1-3 à Vienne).
Il fait partie du groupe hongrois lors de la Coupe du monde 1978. Lors du mondial organisé en Argentine, il joue deux matchs : contre l'Argentine, et la France.

## Carrière
- 1970-1974 :  Szegedi EOL
- 1974-1982 :  Budapest Honvéd
- 1982-1984 :  Aris Salonique
- 1986-1989 :  SC Ostbahn XI

## Palmarès
Avec le Budapest Honvéd :
- Champion de Hongrie en 1980